# Кайрат (Акшийский сельский округ)
Кайрат (каз. Қайрат) — село в Енбекшиказахском районе Алматинской области Казахстана. Входит в состав Акшийского сельского округа. Код КАТО — 194035300.

## Население
В 1999 году население села составляло 450 человек (246 мужчин и 204 женщины). По данным переписи 2009 года, в селе проживало 788 человек (392 мужчины и 396 женщин).